# Barbus barotseensis
Barbus barotseensis е вид лъчеперка от семейство Шаранови (Cyprinidae). Видът не е застрашен от изчезване.

## Разпространение и местообитание
Разпространен е в Ангола, Ботсвана, Замбия, Зимбабве и Намибия.
Обитава сладководни басейни и реки.

## Описание
На дължина достигат до 5 cm.